# Article 42 de la Constitution belge
L'article 42 de la Constitution de la Belgique fait partie du titre III « Des pouvoirs », chapitre premier « Des chambres fédérales ». Il consacre le caractère représentatif du parlement fédéral.
Il est essentiellement inchangé depuis la Constitution de 1831, où il portait le numéro 32.

## Texte
« Les membres des deux Chambres représentent la Nation, et non uniquement ceux qui les ont élus. »

## Modification
De 1831 à 1993, le texte de l'article 42 (alors article 32) faisait explicitement référence aux circonscriptions électorales :
« Les membres des deux Chambres représentent la Nation, et non uniquement la province ou la subdivision de province qui les a nommés. »
Le 5 mai 1993, le texte a été modifié au profit de l'actuel, avec application le 18 mai 1993.

## Principes similaires dans d'autres législations

### Droit français
Ce principe de représentation de la Nation tout entière se retrouve dans les constitutions de 1791, de l'an III et de 1848. Il n'est plus explicitement présent dans la Constitution de 1958, on peut toutefois encore le comprendre dans l'article 3 :
« La souveraineté nationale appartient au peuple qui l'exerce par ses représentants et par la voie du référendum.

Aucune section du peuple ni aucun individu ne peut s'en attribuer l'exercice. (...) »
— Article 3 de la Constitution de 1958
Ainsi, le Conseil constitutionnel français a pu estimer que « si députés et sénateurs sont élus au suffrage universel (...), chacun d'eux représente au Parlement la Nation tout entière et non la population de sa circonscription d'élection. » De même, le site de l'Assemblée nationale française reprend explicitement ce principe : « Chaque député, bien qu'élu dans un cadre géographique déterminé, est le représentant de la Nation tout entière. » Si ce principe est historiquement présent dans le droit constitutionnel français, sa présence effective dans la Constitution de 1958 est toutefois contestée.